# قاسم النجار (مغني)
قاسم النجار ( 25 يونيو، 1986 -)، مغني وملحن ومؤلف ومنتج فلسطيني. ولد في قرية بورين جنوب مدينة نابلس. أصدر عددا من الأغنيات الشعبية الذي تعبر عن الواقع الاجتماعي والسياسي في فلسطين.

## حياته
ولد في قرية بورين وتلقى تعليمه المدرسي فيها. ودرس علم الاجتماع في جامعة النجاح الوطنية وتخصص في . بدأ مشواره الفني بكتابة الشعر، وانتقل إلى الغناء في عام 2011 من خلال مجموعة من الأغاني السياسية التي تناولت المسائل الاقتصادية والسياسية والاجتماعية الراهنة في المجتمع الفلسطيني والعربي بلغة عامية بسيطة.

## أغانيه
- الضرائب
- ألو بابا فين
- جنة جنة
- المقاوم حبيبنا اللزم
- بطلنا نعرف للصح
- دبرها يا حمد الله
- هزي بخصرك هزي وضع العرب بخزي
- رسالة الشعب الفلسطيني إلى "جون كيري"
- ممنوع التجول على إسرائيل
- قلب قلب بيت بيت
- بدون زعل
- فشة غل
- زمر شاليط
- زنكة زنكة
- شو القصة يا هنية
- شو صار بفلسطين
- مشعل وعباس
- اضرب اضرب تل أبيب
- هكر هكر تل أبيب
- الفيزون
- رافعين الراس
- مي وملح
- عملوها الفدائية
- "الدراما العربية"
- "شعب واحد مش شعبين"
- "تعرف شو يعني انتفاضة"
- "بهمش"
- "اجت 2016"
- "صف الدحية"
- "اجت 2017
- "ياستي هووو هووو هووو"